# Bauland (Landschaft)
Das Bauland ist eine Gäulandschaft, zum Teil in Franken liegend (Städte und Gemeinden im Altkreis Buchen und Main-Tauber-Kreis), im nordöstlichen Baden-Württemberg.
Es handelt sich um einen Naturraum der Neckar- und Tauber-Gäuplatten (Haupteinheit 12) im Südwestdeutschen Schichtstufenland. Das Bauland führt die Nr. 128 in der Systematik des Handbuchs der naturräumlichen Gliederung Deutschlands.
Der Name Bauland geht auf die Bezeichnung Ponland als „Landstrich, in dem Bohnen angebaut werden“ (vom mittelhochdeutschen pône) zurück. Das Land gilt als Heimat des Grünkerns.
Wegen der zahlreichen Bildstöcke und sonstigen Kleindenkmale mit Marienbildern wird das Bauland zusammen mit dem Taubertal und dem Taubergrund seit den 1920er Jahren auch Madonnenland oder heute Madonnenländchen genannt. Die Bildstocklandschaft schließt sich unmittelbar in Unterfranken an und verweist auf die ehemals weitverbreitete Zugehörigkeit von Orten zum Hochstift Würzburg.

## Geografische Lage
Die Landschaft liegt zwischen Odenwald, Tauber, Jagst und Neckar und erstreckt sich über größere Teile des Main-Tauber-Kreises und Neckar-Odenwald-Kreises. Außerdem tangiert sie den Hohenlohekreis und den Landkreis Heilbronn.

## Geologie und Landschaftsformen
Die Muschelkalklandschaft des Baulands schließt sich östlich an den Buntsandstein-Odenwald an. Typisch für Kalklandschaften sind Karsterscheinungen. Zu ihnen gehören an der Erdoberfläche unter anderem Dolinen (z. B. das Dolinenfeld im Rehgrund bei Hettingen, einem Ortsteil von Buchen), Trockentäler und Karstquellen (z. B. die Morrequelle in Hettingen, die Rinschbachquelle in Rinschheim oder die Nächstquelle in Götzingen). Im Untergrund können Höhlensysteme entstehen. Die Eberstadter Höhlenwelten mit dem Hohlen Stein, der Kornäckerhöhle und vor allem der für Besucher geöffneten Eberstadter Tropfsteinhöhle sind markante Beispiele dafür.
Die Verkarstung verdankt das Bauland der Entwicklung der Südwestdeutschen Schichtstufenlandschaft. Ursprünglich sind die Muschelkalkschichten in der Trias aus Meeresablagerungen entstanden. Darunter lag der Buntsandstein. Die Muschelkalkpakete wurden überlagert durch Keuper und die Kalksteine des Jura. Erst mit der Oberrheingrabenentstehung im Tertiär wurde das gesamte Schichtenpaket am Ostrand des Grabens aufgewölbt und nach Osten und Südosten geneigt. Es erfolgten starke Abtragungsprozesse, die schließlich den Muschelkalk im heutigen Bauland wieder freilegten und der Verkarstung aussetzten.
Das Bauland ist flachhügelig. Die muldenförmigen Täler sind Ergebnis geringer Tiefenerosion und verstärkter Seitenerosion. Häufig treten sie als Trockentäler auf, d. h. nur nach ausgiebigen Niederschlägen oder der Schneeschmelze kommt es zu einem oberflächlichen Abfluss in den Bächen. Das Bauland entwässert einerseits nach Norden in den Main und andererseits in den südlichen Teilen in den Neckar. Diese beiden Flusssysteme stehen in Konkurrenz zueinander. Typisch für die Karstlandschaft ist, dass ober- und unterirdische Wasserscheide teilweise beträchtlich voneinander abweichen.
Unterer, Mittlerer und Oberer Muschelkalk weisen unterschiedliche Widerstände gegen Verwitterung und Abtragung in geologischen Zeiträumen auf. Sie sind entsprechend der Schichtlagerung im südwestdeutschen Schichtstufenland heute von Westen nach Osten angeordnet. Der relativ harte Untere Muschelkalk bildet stellenweise eine flache Stufe in der Landschaft. Der Wartturm bei Buchen liegt auf der Stufenkante des Unteren Muschelkalk und ist ein historischer Aussichtspunkt mit einem guten Überblick über Bauland und Odenwald. Der Mittlere Muschelkalk ist dagegen wenig widerständig und tritt in unteren Bereichen von Anstiegen auf. Hier kommen auch Quellhorizonte vor. Sie waren maßgebend für frühe Siedlungsgründungen (Altsiedelland). Der Obere Muschelkalk weiter im Osten ist durch seine relative Härte stufenbildend.
Das Bauland ist eine offene Landschaft, der Waldanteil ist gering.

## Naturräumliche Gliederung
Der Naturraum Bauland erstreckt sich grob umrissen vom Neckar bei Mosbach nach Nordosten bis Assamstadt, von dort nach Norden bis Hardheim und zurück zum Neckar vorbei an Buchen. Die östliche Grenze orientiert sich an der Wasserscheide von Erfa und Kirnau zur Tauber.
Folgendermaßen untergliedert sich das Bauland:
- (zu 12 Neckar- und Tauber-Gäuplatten)
  - 128 Bauland
    - 128.1 Neckarelzer Tal
    - 128.2 Brunnenwald
    - 128.3 Schefflenzgäu
    - 128.4 Waidach
    - 128.5 Mittleres Bauland
      - 128.50 Seckach-Kirnau-Platten
      - 128.51 Kessachplatten
      - 128.52 Stöckig

    - 128.6 Östliches Bauland
    - 128.7 Buchener Platte
    - 128.8 Naturräumliche Einheit 128.8 (ohne Namen)
      - 128.80 Nördliches Bauland
      - 128.81 Wolferstetten-Eiersheimer Höhe
      - 128.82 Buch am Ahorn

## Städte und Gemeinden im Bauland
Nachfolgende Städte und Gemeinden liegen mit ihrem Gebiet ganz oder teilweise im Bauland:
- Adelsheim
- Ahorn
- Billigheim
- Buchen (Odenwald)
- Elztal
- Hardheim
- Höpfingen
- Külsheim
- Osterburken
- Ravenstein
- Rosenberg
- Schefflenz
- Schöntal
- Seckach
- Walldürn

## Sehenswürdigkeiten
- Die über 600 Meter lange Eberstadter Tropfsteinhöhle als begehbarer Teil der Eberstadter Höhlenwelten
- Dolinenfelder als Zeugen der Karstlandschaft
- Obergermanisch-Raetischer Limes: Als Teilabschnitt des Deutschen Limes-Wanderwegs führt der Limes-Wanderweg des Schwäbischen Albvereins durch das Bauland. Von Miltenberg bis Osterburken wird dieser Weg als Östlicher Limesweg vom Odenwaldklub betreut.
- Adelsheim: Historische Altstadt, Bauländer Heimatmuseum
- Altheim (Walldürn): 13 aneinander gereihte Darrhäuser mit Museum
- Hardheim-Gerichtstetten: Keltenschanze
- Osterburken: Römermuseum, Römerkastell
- Ravenstein: Schloss Merchingen

## Trivia
Wegen seinem im Vergleich zur Rheinebene kälteren Klima und der Lage im Osten wird das Bauland von Großstädtern in Heidelberg und Karlsruhe auch oft als Badisch Sibirien bezeichnet.